# Wen Jiang
Wen Jiang, född okänt år, död 673 f.Kr., var en kinesisk hertiginna av Lu (stat) under Vår- och höstperioden i Kina. Hon var dotter till hertig Xi av Qi, gift med hertig Huan av Lu och mor till hertig Zhuang av Lu. Hon är främst känd för sin incestuösa kärleksaffär med sin bror, hertig Xiang av Qi, som år 694 f.Kr. mördade hennes make. 